# Gran Turismo 4
Gran Turismo 4 (яп. グランツーリスモ4, Гуран Цу:рісумо: Фо:, скор. GT4) — відеогра серії Gran Turismo в жанрі автосимулятор, розроблена компанією Polyphony Digital і видана Sony Computer Entertainment ексклюзивно для гральної консолі PlayStation 2. Була випущена 28 грудня 2004 року у Японії, 22 лютого 2005 року у Північній Америці та 9 березня 2005 року в Європі. Входить до лінійки «Greatest Hits». Спеціальна версія гри Gran Turismo 4 Online test version, була випущена в Японії у 2006 році обмеженим тиражем.
Як і попередні частини серії, Gran Turismo 4 базується на реалістичних перегонних змагань з представленою великою кількістю ліцензованих автомобілів від відомих світових виробників. Крім цього, у грі був представлений новий ігровий режим під назвою «B-Spec», що дозволяє безпосередньо керувати процесом перегонних змагань.
Gran Turismo 4 розроблялася під впливом справжнього досвіду керування, і була відтворена більш реалістична поведінка автомобілів на трасі. Вихід гри був затриманий більш ніж на півтора року, онлайн-компонент був прибраний із фінальної версії гри. Gran Turismo 4 одержала позитивні відгуки ігрової преси. Оглядачі хвалили графіку, ігровий процес та фізичний рушій, проте критикували режим «B-Spec» та відсутність онлайн-ігри. У грудні 2009 року було продано 11 мільйонів екземплярів гри.

## Ігровий процес
Як і в попередніх іграх, в Gran Turismo 4 присутні два головні режими — аркадний (англ. Arcade) і симулятор (англ. Simulation). В аркадному режимі гравець може вільно брати участь у перегонах, змагатися на час проходження треку, грати через локальну мережу з максимум 5 супротивниками. У режимі симулятора є можливість заробляти ігрові гроші, купувати, модернізувати та продавати свої машини, змагатися в різних змаганнях. На початку кар'єри гравець має у своєму розпорядженні 10 000 кредитів. Цього вистачить лише на придбання уживаного авто 80-х або 90-х років. Гравці, що мають збереження Gran Turismo 3, можуть імпортувати з нього до 100 000 кредитів у профіль гравця Gran Turismo 4, так само як і ліцензію класу А і В зі збереження Gran Turismo 4 Prologue.
Хоча багато перегонів не мають обмежень на ліцензію, для просування «вгору» кар'єрними сходами гравцеві доведеться скласти тести на ліцензію (права). Усього таких ліцензій п'ять, у яких включено: тести на прискорення і гальмування, проходження низки складних поворотів, і навіть ділянок ігрових треків, слалом тощо.

### Режими

#### A-Spec і B-Spec

Машини Формули GT на трасі Tokyo Route 246

В «A-Spec» гравець заробляє спеціальні очки, виграваючи звичайні перегони. Кожне змагання може принести максимум 200 очок «A-Spec». Загалом, за перемогу з використанням слабшої машини, ніж у ШІ, дають більше балів. Очки можна отримати один раз, бо щоб отримати ще кілька очок з уже пройдених перегонів, гравцеві потрібно використовувати автомобіль з меншою перевагою, ніж штучний інтелект. Також існують 34 місії, перемога у кожній принесе гравцю по 250 очок. Попри це, очки «A-Spec» не можна ні на що витратити — вони служать лише як індикатор майстерності гравця.
Новий режим «B-Spec» дає можливість гравцям побувати на місці керівника команди, який може задавати манеру водінню, вказувати, коли робити обгін або заїжджати на піт-стоп (на екрані є індикатори зношування шин, рівня палива та стану моторного оливо). У цьому режимі можна прискорювати час перегони в 3 рази, тим самим багатогодинні змагання можна закінчити набагато швидше, ніж в режимі «A-Spec». Гравець повинен повторно включати 3х прискорення після кожного піт-стопу, оскільки час на ньому скидається в нормальний режим. В ігровому посібнику йдеться, що час можна прискорити в 5 разів, але це є друкарською помилкою. У режимі «B-Spec» за кожну успішно вигранім перегону даються очки «B-Spec». Вони збільшують рівень майстерності та навички ШІ водіїв.

#### Місії
Ще одне нововведення — це місії водія, які за своїм принципом схожі з тестами на права. За проходження місії дають 250 очок A-Spec та 1000 (або більше) кредитів. У кожній місії гравцеві дають заздалегідь певну машину, ділянку траси та опонентів.
Усього є 4 набори місій: The Pass, в якому гравцям потрібно випередити супротивника на певній дистанції; 3 Lap Battle, в якому завданням є обгін 5 суперників за проміжок у 3 кола траси; Slipstream Battle, в якому гравець повинен обігнати опонента, використовуючи техніку драфтингу (сліппстрім); 1 Lap Magic, в якому гравець починає перегону з великим тимчасовим пенальті, проти уповільнених супротивників, і має перемогти їх за 1 коло. Після завершення кожного набору місій гравець отримує призовий автомобіль. Усього таких авто 5.

#### Photo mode
У гру включений Photo Mode, який дає можливість гравцям вільно керувати віртуальною камерою та робити фотографії автомобілів на трасах або спеціальних місцях, наприклад Гранд-Каньйон. Можна змінювати якість стиснення скриншотів (Normal/Fine/SuperFine) і роздільну здатність (аж до 1280x960), картинку можна або зберегти, або видрукувати за допомогою підтримуваного USB принтера.

### Автомобілі

Nissan Sileighty в Gran Turismo 4

Gran Turismo 4 продовжує йти шляхом своїх попередників, наповнюючи величезний вибір машин; PAL-версія, наприклад, має у своєму списку 721 машину від 80 виробників. Списки авто розрізняються в різних регіональних версіях Gran Turismo 4, деякі машини мають різні назви — JDM Toyota Vitz, в Європі та в Пуерто-Рико відома як Toyota Yaris. Багато моделей автомобілів мають безліч модифікацій: у грі є 20 різних Subaru Impreza, 25 Mitsubishi Lancer та 48 Nissan Skyline, включаючи Nissan GT-R (Gran Turismo 4 стала першою грою, в якій він був представлений). Останній можна виграти, якщо отримати срібло у всіх перегонах Міжнародної ліцензії «А». Ще один призовий Skyline (у вигляді машини безпеки) представлений у перегонному тесті на ліцензію «Guide Lap». Кожен автомобіль містить у собі понад 4000 полігонів. Ціни машин починаються з 2500 Crt (уживані Японські авто), і закінчуються 4 500 000 Crt (топові перегонові машини). Деякі спеціальні призові автомобілі не видно в демонстраційних кімнатах, а деякі не мають дилерів, і в результаті не можуть бути модифіковані, наприклад, Formula Gran Turismo (Формула 1).
Багато автомобілів Gran Turismo 4 вперше представлені в серії ігор Gran Turismo. З'явилися пікапи, такі як Ford Lightning, Toyota Tacoma та Dodge Ram. Вперше в серії був представлений Delorean та авто з дизельним двигуном — BMW 120d. У той час як в Gran Turismo 2 був присутній Renault Espace, оснащений двигуном F1, в Gran Turismo 4 вперше в серії був представлений серійний мінівен — Honda Odyssey (JDM version). Переможець ралі 1985, Mitsubishi Pajero Paris-Dakar rally car першого покоління, є першим SUV із перегонною модифікацією (першим SUV у серії Gran Turismo був Subaru Forester, що з'явився у Gran Turismo 2). Гра не має таких відомих виробників як Ferrari, Lamborghini, Maserati та Porsche, але деякі перероблені моделі Porsche присутні у грі від Ruf Automobile.

Daimler Motor Carriage 1886 року на треку Grand Valley Speedway

У Gran Turismo 4 також представлені історичні машини, датовані 1886 роком. Для цих машин необхідно купувати комплекти турбонаддува і закису азоту, щоб мати можливість змагатися з сучасними автомобілями (наприклад, Daimler Motor Carriage в стандартній модифікації має 1 к. с., тоді як Castrol Tom's Supra має потужність 464 к. с.).).
Комік Джей Лено, великий колекціонер автомобілів, значиться у грі як виробник; одна з його машин — Blastolene Special («Машина-танк») — включена в гру як призове авто, яке можна отримати, пройшовши місії 11-20. У Gran Turismo 4 залишилися всі можливості тюнінгу із попередніх ігор серії, але також з'явилася можливість додавати вагу автомобіля, що впливає на керованість машини. Ще одне нововведення — установка системи для упорскування закису азоту.

### Траси
У грі представлено 51 трасу. Багато є покращеними версіями попередніх треків з Gran Turismo. Також були додані відомі траси, що існують у реальності: Нюрбургрінг, Судзука та Сарте (Ле Мана). Існують і траси, змодельовані за такими відомими пам'ятками, як Нью-Йоркський Таймс-Сквер, Гонконг, Париж, і Лас Вегас Стріп. Траса Гонконг знаходиться на площі Tsim Sha Tsui. Трек The Citta d'Aria проходить справжніми дорогами в Ассізі (Італія).

## Розробка та реліз

### Gran Turismo 4 у ролі симулятора
Серія ігор Gran Turismo була створена на основі справжнього досвіду водіння. Від 500 до 700 параметрів визначають фізичну модель автомобіля. За словами розробників, вони запросили професійного водія для встановлення результату, використовуючи одну й ту саму машину на треку Нюрбургрінг. Результат Gran Turismo 4 відрізнявся від такого в реальному житті на 2 %.

В одній із передач програми ведучий Top Gear Джеремі Кларксон провів тест реального автомобіля проти віртуального із Gran Turismo 4. У реальному житті він проїхав трасу Мазда Рейсуей Лагуна Сека, використовуючи Honda NSX, за 1хв:57с. У Gran Turismo 4 його результатом був 1хв:41с. Кларксон сказав, що у справжній машині гальмування під час повороту може призвести до втрати контролю, а також зауважив, що у грі він більше йшов на ризик, ніж у реальному житті, і що у грі автомобіль не страждав від затримки гальмування. Незважаючи на ці розбіжності, у колонці для газети The Sunday Times Кларксон написав наступне про Gran Turismo 4:

Я зателефонував Sony і попросив їх надіслати мені ігровий чип, що вже містить 700 комп'ютерних машин. І я збирався протестувати всі їхні заяви, тому що, на відміну від багатьох людей, я справді водив майже всі ці автомобілі в реальному житті.
Є помилки. BMW M3 CSL, наприклад, гальмує краще на дорозі, ніж на екрані. І Peugeot 106 не може обігнати Fiat Punto зі старту. Але, крім цього, я здивований: вони змогли точно передати різницю між Mercedes SL 600 та Mercedes SL 55, яку дуже важко виявити у реальному житті.
Отакі справи. Гра буде ще реальнішою, тільки якщо великий уламок вилітатиме з екрану і протикатиме вашу голову щоразу, коли ви потрапляєте в аварію. Взагалі це єдиний мінус: те, що ви можете ударятися об парапети, навіть не пошкоджуючи машину. Можливо, вони припасли це для GT5. Напевно вони дадуть їй підзаголовок «Смерть чи Слава».
Оригінальний текст (англ.)
I called Sony and asked it to send me a game chip already loaded with the 700 computer cars. And I am in a position to test out its claims because, unlike most people, I really have driven almost all of them in real life.
There are mistakes. The BMW M3 CSL, for instance, brakes much better on the road than it does on the screen. And there’s no way a Peugeot 106 could outdrag a Fiat Punto off the line. But other than this, I’m struggling: they’ve even managed to accurately reflect the differences between a Mercedes SL 600 and the Mercedes SL 55, which is hard enough to do in real life.
There’s more, too. If you take a banked curve in the Bentley Le Mans car flat out, you’ll be fine. If you back off, even a little bit, you lose the aerodynamic grip and end up spinning.
That’s how it is. This game would only be more real if a big spike shot out of the screen and skewered your head every time you crashed. In fact that’s the only real drawback: that you can hit the barriers hard without ever damaging you or your car. Maybe they’re saving that for GT5. Perhaps it’ll be called Death or Glory.
— 

Карл Брауер із сайту Edmunds.com зробив схожий тест, теж на Мазда Рейсуей Лагуна Сека. Він запросив двох інших людей — професійного гонщика Ей-Джея Олмендінгера, та ігрового редактора IGN, Джастіна Кахлера. Утрьох вони їздили на реальних машинах і відповідних треках Gran Turismo 4. Кращий час Брауера на Ford GT, у грі, було 1:38, а реальному житті 1:52. На всіх чотирьох машинах, що протестували тріо, ніхто не зміг продублювати свої ігрові результати на реальному треку. Брауер припустив:

Найбільша різниця між реальністю та віртуальністю — наслідки. Помилка в Gran Turismo 4 нічого мені не варте, крім поганого результату. Помилка на справжній екзотичній машині, на реальній трасі… коштує набагато дорожче.
Інша головна різниця між віртуальною гонкою і справжньою — це почуття автомобіля — або практична відсутність такого. Так, зворотна віддача від керма добре дає зрозуміти, що ти з'їхав з траси, але ніщо з цього не наближається і близько до тої інформації, яку ти отримуєш від керування справжньою машиною. А в таких авто, як Ford GT, це досить важлива інформація.
Оригінальний текст (англ.)
Which brings up the single biggest difference between reality and virtual reality — consequences. A mistake on Gran Turismo 4 costs me nothing more than a bad lap time. A mistake with a real exotic car on a real racetrack is... a bit more costly.
The other major difference between virtual racing and the real thing is feedback from the car — or an almost total lack thereof. Yes, the force feedback steering wheel does its best to let you know when you're veering off the track, or sliding the rear end, but none of this comes close to the kind of information you get while driving a real vehicle. And in a car like the Ford GT, that's vital information.
— 

### Маркетинг та випуск
Офіційний анонс гри відбувся 13 травня 2003 на виставці E3, де отримала Нагороду Ігрових Критиків: Найкраща перегонна гра. Представив гру творець серії Кадзунорі Ямауті. За його словами, в Gran Turismo 4 фізичний рушій кардинально змінився в кращу сторону, так само як і поведінка противників (ігровий штучний інтелект). Він також підтвердив багатомісячні чутки про те, що в грі буде онлайн-режим, проте 24 вересня 2004 під час Tokyo Game Show було оголошено про те, що онлайн-режим у грі представлений не буде. При цьому Polyphony Digital заявили, що онлайн-компонент з'явиться в наступній грі серії Gran Turismo, імовірно в 2005. На виставці TGS2004 розробники також представили новий ігровий режим, який називається «B-spec».
Під час розробки технічна частина гри була наближена до ще більшої реалістичності: Gran Turismo 4 підтримує розширення 480i, 480p, 576i і 1080i (останній доступний тільки в NTSC-версії), а також широкоформатний екран. Незважаючи на те, що з гри прибрали онлайн-складову, Gran Turismo 4 використовує адаптер PlayStation 2, за допомогою якого можна об'єднати до 6 консолей для гри в мультиплеєр. Gran Turismo 4, як і її попередник, підтримує керма управління Logitech Driving Force Pro та GT Force. Підтримка ПК-сумісних кермів, які неофіційно працювали в Gran Turismo 3, була прибрана з Gran Turismo 4. З'явилася також підтримка USB-накопичувачів та принтерів, які можна використовувати в режимі «Photo Mode».
Під час створення Gran Turismo 4 команда розробників знову виїжджала на пересканування реальних перегонних треків. Порівняно з минулою грою, Gran Turismo 3, у Gran Turismo 4' оточення трас стало максимально наближеним до таких у реальному житті. Також коригування зазнали багато поворотів. Для максимально правильної передачі технічних властивостей поведінки авто на дорозі за різних умов Кадзунорі Ямауті та його команда тестували велику кількість машин. При цьому кожному розробнику присвоювалася певна машина, де вони проходили різні тести з різними умовами. Такий індивідуальний досвід дозволив зробити фізичний рушій якомога більш достовірним.
Вихід Gran Turismo 4 відбувся 28 грудня 2004 року у Японії. У США гра вийшла 22 лютого 2005, а в Європі — 9 березня того ж року. Китайські, японські та корейські версії гри поставлялися разом із 212-сторінковим керівництвом та уроками з основ водіння. У 2006 році вийшла спеціальна версія гри під назвою Gran Turismo 4 Online test version, метою якої була перевірка працездатності онлайн-складової. Бета-тест пройшов до 1 вересня 2006 року. Повноцінний онлайн очікувався у наступній грі — Gran Turismo 5.

## Саундтрек
В Азійському релізі Gran Turismo 4, як і в попередніх випусках, під час вступного ролика звучить головна тема «Moon Over the Castle», написана Масахіро Андо. Північноамериканська версія включає відрізок композиції Андо разом із редагованою версією «Panama» від Van Halen. У Європейській версії звучить трек «Reason is Treason» від Kasabian.
У грі представлено понад 60 треків, що покривають широкий спектр виконавців та жанрів. Крім відомої музики, для гри було записано 7 ексклюзивних треків, авторами яких є: Skillz, Apollo 440, Bootsy Collins, Dieselboy та Mr. Natural. Спеціально для Gran Turismo 4 Papa Roach, The Crystal Method, The Commodores, Джеймс Браун, Earth, Wind and Fire створили нові ремікси своїх хітів.
Альбом із саундтреком гри під назвою Gran Turismo 4 Original Game Soundtrack вийшов за 6 днів до японського та азійського релізу самої Gran Turismo 4, 22 грудня 2004.
| Gran Turismo 4 Original Game Soundtrack | Gran Turismo 4 Original Game Soundtrack    | Gran Turismo 4 Original Game Soundtrack | Gran Turismo 4 Original Game Soundtrack |
| #                                       | Назва                                      | Автор музики                            | Тривалість                              |
| --------------------------------------- | ------------------------------------------ | --------------------------------------- | --------------------------------------- |
| 1.                                      | «Moon Over The Castle (Orchestra Version)» | Масахіро Андо                           | 2:59                                    |
| 2.                                      | «Kiss You Good-bye»                        | Масахіро Андо                           | 3:35                                    |
| 3.                                      | «Get Closer»                               | Масахіро Андо                           | 4:06                                    |
| 4.                                      | «Freedom To Win»                           | Масахіро Андо                           | 4:13                                    |
| 5.                                      | «Nobody»                                   | Масахіро Андо                           | 3:57                                    |
| 6.                                      | «Green Monster»                            | Масахіро Андо                           | 3:30                                    |
| 7.                                      | «Drive You Crazy»                          | Масахіро Андо                           | 2:49                                    |
| 8.                                      | «Vette Lug»                                | Масахіро Андо                           | 2:59                                    |
| 9.                                      | «The Motorious Zone»                       | Ісаму Охіра                             | 1:51                                    |
| 10.                                     | «Hypnosis»                                 | Ісаму Охіра                             | 1:49                                    |
| 11.                                     | «An Old Bassman»                           | Ісаму Охіра                             | 2:18                                    |
| 12.                                     | «Mission Impossible»                       | Ісаму Охіра                             | 1:39                                    |
| 13.                                     | «Don't Kick Yourself»                      | Ісаму Охіра                             | 2:13                                    |
| 14.                                     | «Be At Home»                               | Ісаму Охіра                             | 2:27                                    |
| 15.                                     | «From The East To The West»                | Ісаму Охіра                             | 2:02                                    |
| 16.                                     | «Endless Journey Ver.II»                   | Ісаму Охіра                             | 1:41                                    |
| 17.                                     | «Light Velocity Ver.II»                    | Ісаму Охіра                             | 2:22                                    |
| 18.                                     | «Horizon»                                  | Ісаму Охіра                             | 2:01                                    |
| 19.                                     | «It's All About You»                       | Дайки Касьо                             | 4:56                                    |
| 20.                                     | «Soul Surfer»                              | Дайки Касьо                             | 5:14                                    |
| 21.                                     | «What To Believe»                          | Дайки Касьо                             | 6:26                                    |
| 22.                                     | «Break Down»                               | Дайки Касьо                             | 5:51                                    |

## Відгуки
| Агрегатор    | Оцінка  |
| ------------ | ------- |
| GameRankings | 89,53 % |
| Metacritic   | 89/100  |

| Видання                            | Оцінка  |
| ---------------------------------- | ------- |
| 1Up.com                            | A       |
| AllGame                            | [ 26 ]  |
| Edge                               | 7/10    |
| Eurogamer                          | 8/10    |
| Famitsu                            | 39/40   |
| Game Informer                      | 9,25/10 |
| GamePro                            | 4,5/5   |
| GameRevolution                     | B+      |
| GameSpot                           | 8,9/10  |
| GameSpy                            | 4,5/5   |
| GameZone                           | 9,7/10  |
| IGN                                | 9,5/10  |
| Official U.S. PlayStation Magazine | 5/5     |
| Страна игр                         | 9,5/10  |

Gran Turismo 4 отримала високі оцінки від критиків. На сайтах Metacritic та GameRankings гра має середній бал у 89 %. Майже всі журналісти відзначали високу якість ігрової графіки, звукових ефектів і фізичного рушія. Станом на грудень 2009 року, було відвантажено 1,27 мільйона екземплярів гри в Японії, 3,04 мільйона в Північній Америці, 6,50 мільйонів у Європі та 170 000 у Північно-Східній Азії, що в сумі становить 10,98 мільйона примірників.. Gran Turismo 4 зайняла 5 місце в топі «25 PS2-ігор всіх часів», складеному сайтом IGN. Гра також зайняла 50 місце у топі «100 ігор всіх часів» за версією читачів того самого ресурсу. Від PlayStation Awards 2005 проєкт отримав платинову нагороду.
На сайті AllGame гра отримала високу оцінку чотири з половиною зірки з п'яти можливих. Оглядач медійного ресурсу IGN підбив підсумок свого огляду словами: «GT4 — найкраще вдосконалення ідей GT3, яке можливе на PS2. Приготуйтеся провести цілі ночі та вихідні за грою, тому що 50 доларів, заплачені за гру, з лишком відпрацьовуються нею же». Критик з GameSpot зауважив: «Коли Gran Turismo 4 працює на повну силу, вона приносить високе задоволення, порівнянне лише з кількома іграми цього покоління консолей». Оглядач з 1UP.com написав, що, присвятивши грі величезну кількість вільного часу, він все ще не бачив всього того, що пропонує Gran Turismo 4: «У мене в гаражі є яскраві приклади з історії автомобілебудування, але у мене все ще немає багатьох бажаних. машин, таких як Aston Martin DB9 та Cadillac Cien». Рецензент з Eurogamer назвав Gran Turismo 4 «Енциклопедією „Британніка“ в автомобільному світі», з «більш ніж 700 особливими колесами як доказ».
Журналісти наголошували на відсутності у грі реальних пошкоджень. Замість видимих і фізичних ушкоджень, машина просто відскакує від бордюрів чи інших автомобілей. Також була помічена можливість здійснювати нереалістичні скорочення, на таких трасах як Фудзі Спідвей 90, Driving Park Beginner Course та Сарте I та II, де водій може повністю зрізати шиканку безпосередньо, тим самим виграваючи гонку читерством. Ще однією проблемою був названий недостатній контроль машини та нереалістична маневреність. Гра зазнала критики і через відсутність онлайн-гри, яка була обіцяна ще на ранньому етапі розробки, але була прибрана ближче до кінця релізу. Багато журналістів відчували розчарування з приводу системи ігрового ШІ противників, помічаючи, що «віртуальні гонщики будуть рухатися заданою лінією шляху, без найменшої зацікавленості у місцезнаходження гравця». Це дуже помітно у ралійних змаганнях або місіях, де дається штрафний пенальті в 5 секунд за удар інших машин чи бар'єрів, незалежно від того, хто це зробив. Багато критиків вважали, що режим «B-Spec» мало додає інтересу до всієї гри. Гра також викликала нарікання за численні помилки читання диска.